# Curimus abbreviatus
Curimus abbreviatus là một loài bọ cánh cứng trong họ Byrrhidae. Loài này được Sahlberg miêu tả khoa học năm 1903.